# Prima Categoria 1964-1965
Il campionato di calcio di Prima Categoria 1964-1965 è stato il V livello del campionato italiano. A carattere regionale, fu il sesto campionato dilettantistico con questo nome dopo la riforma voluta da Zauli del 1958.

## Campionati
- Prima Categoria Abruzzo 1964-1965
- Prima Categoria Basilicata 1964-1965
- Prima Categoria Calabria 1964-1965
- Prima Categoria Campania 1964-1965 con Molise
- Prima Categoria Emilia-Romagna 1964-1965
- Prima Categoria Friuli-Venezia Giulia 1964-1965
- Prima Categoria Lazio 1964-1965
- Prima Categoria Liguria 1964-1965
- Prima Categoria Lombardia 1964-1965
- Prima Categoria Marche 1964-1965
- Prima Categoria Piemonte-Valle d'Aosta 1964-1965
- Prima Categoria Puglia 1964-1965
- Prima Categoria Sardegna 1964-1965
- Prima Categoria Sicilia 1964-1965
- Prima Categoria Toscana 1964-1965
- Prima Categoria Tridentina 1964-1965
- Prima Categoria Umbria 1964-1965
- Prima Categoria Veneto 1964-1965